# ستون غوسارد
ستون غوسارد (بالإنجليزية: Stone Gossard)‏ (و. 1966  م) هو عازف قيثارة أمريكي، ولد في سياتل، يستخدم آلات قيثارة، وهو عضوٌ في بيرل جام.

## وصلات خارجية
- ستون غوسارد على موقع IMDb (الإنجليزية)
- ستون غوسارد على موقع الموسوعة البريطانية (الإنجليزية)
- ستون غوسارد على موقع ميوزك برينز (الإنجليزية)
- ستون غوسارد على موقع إن إن دي بي (الإنجليزية)
- ستون غوسارد على موقع أول ميوزيك (الإنجليزية)
- ستون غوسارد على موقع ديسكوغز (الإنجليزية)
- ستون غوسارد على موقع قاعدة بيانات الفيلم (الإنجليزية)
- ستون غوسارد في قاعدة بيانات الأفلام على الإنترنت